# Bad Windsheim

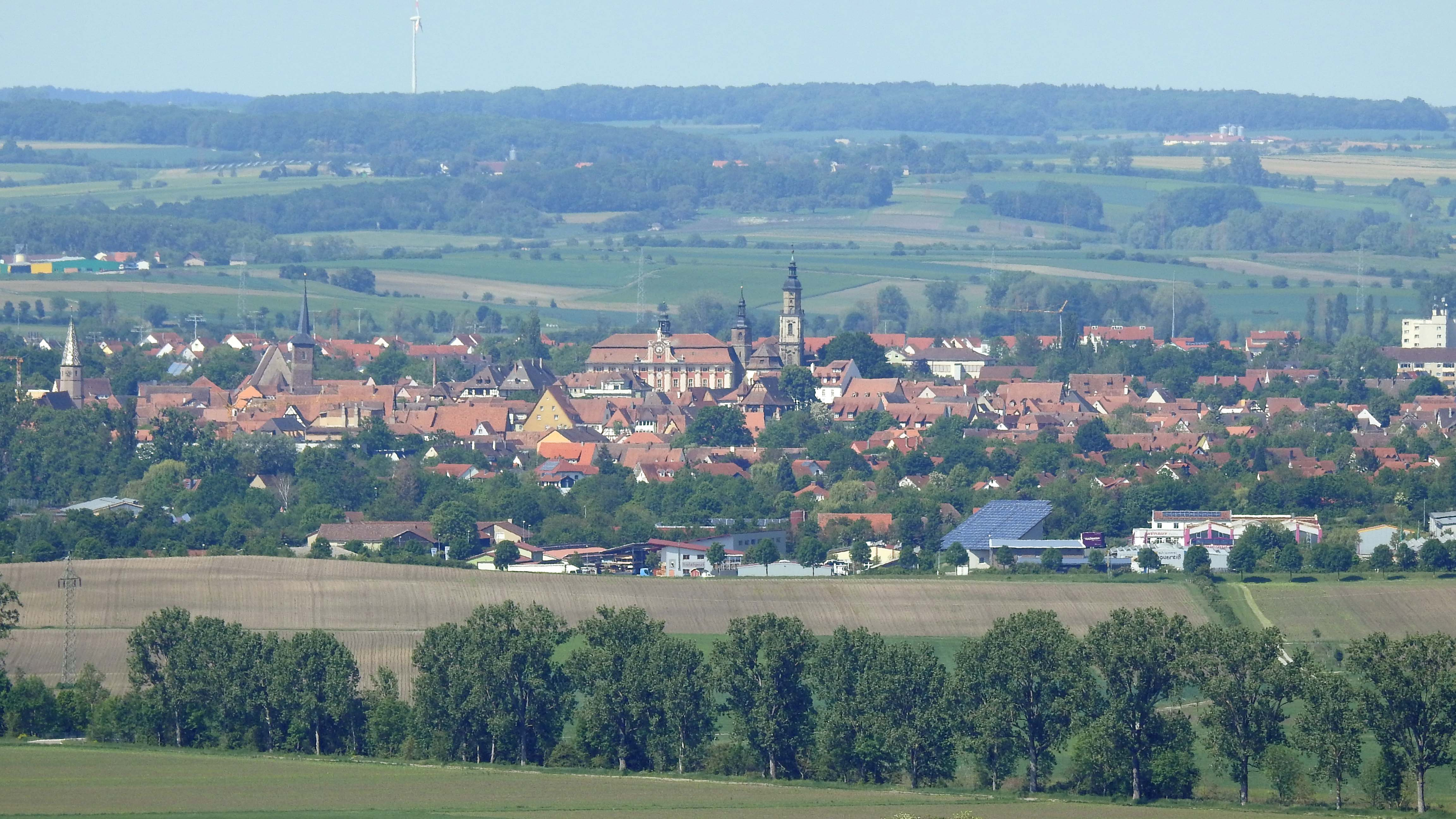
Bad Windsheim von Burg Hoheneck aus

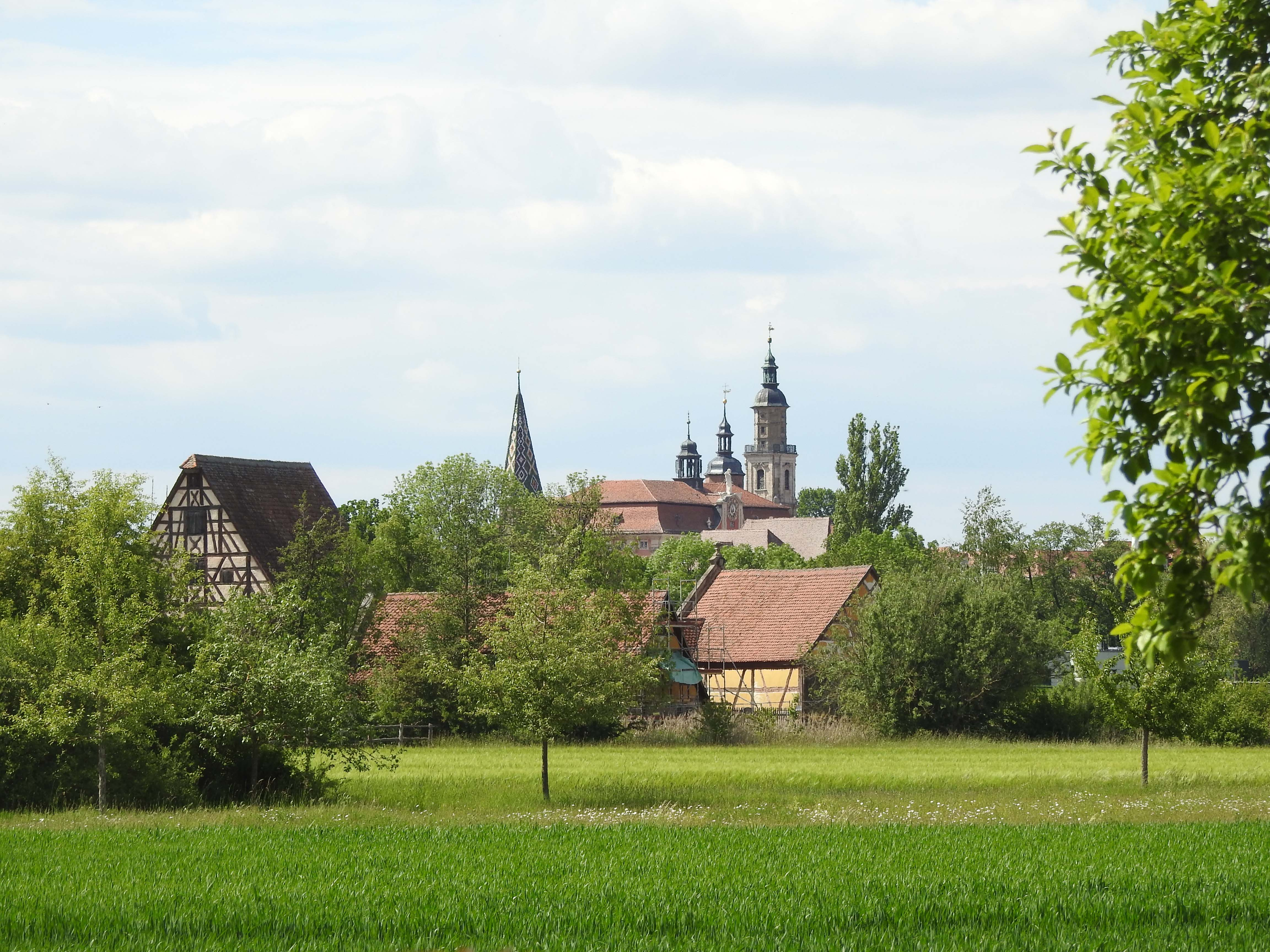
Bad Windsheim vom Fränkischen Freilandmuseum aus gesehen

Bad Windsheim ([baːt ˈvɪnt͡sˌhaɪ̯m] ⓘ, im fränkischen Dialekt: Winsa) ist eine Stadt im Landkreis Neustadt an der Aisch-Bad Windsheim und das einzige Heilbad Mittelfrankens (Bayern). Sie liegt westlich von Nürnberg. Der Kurort und Quellort (Krönungsquelle) für einige Mineralwasser-Firmen ist ländlich geprägt.
Windsheim war seit der Stauferzeit durchgehend eine selbstständige Reichsstadt im Heiligen Römischen Reich, was sich im Stadtwappen widerspiegelt. Das Prädikat „Bad“ wurde Windsheim 1961 verliehen.

## Geografie
Der Ort liegt in der Windsheimer Bucht, am südlichen Ende des Naturpark Steigerwald und nördlich des Naturpark Frankenhöhe.
Unmittelbar südlich der Stadt fließt die Aisch, im Südwesten mündet die Rannach als rechter Zufluss in die Aisch.

### Gemeindegliederung
Es gibt 14 Gemeindeteile (in Klammern sind der Siedlungstyp und die Einwohnerzahlen zum 31. Dezember 2011 angegeben):
- Bad Windsheim (Hauptort, 9913 E.)
- Berolzheim (Kirchdorf, 115 E.)
- Erkenbrechtshofen (Dorf, 69 E.)
- Humprechtsau (Dorf, 68 E.)
- Ickelheim (Pfarrdorf, 518 E.)
- Kleinwindsheimermühle (Einöde)
- Külsheim (Kirchdorf, 284 E.)
- Lenkersheim (Pfarrdorf, 402 E.)
- Oberntief (Kirchdorf, 147 E.)
- Rehhof (Einöde)
- Rüdisbronn (Kirchdorf, 205 E.)
- Unterntief (Dorf, 55 E.)
- Walkmühle (Weiler)
- Wiebelsheim (Kirchdorf, 246 E.)

Die Einöden Linken- und Wasenmühle zählen zum Gemeindeteil Ickelheim. Die Mittel-, Neu- und Obermühle sind mittlerweile Wüstungen.
Es gibt auf dem Gemeindegebiet die Gemarkungen Bad Windsheim, Berolzheim, Humprechtsau, Ickelheim, Külsheim, Lenkersheim, Oberntief, Rüdisbronn und Wiebelsheim. Die Gemarkung Bad Windsheim hat eine Fläche von 13,294 km². Sie ist in 5478 Flurstücke aufgeteilt, die eine durchschnittliche Fläche von 2426,84 m² haben. In ihr liegen neben dem namensgebenden Ort die Gemeindeteile Kleinwindsheimermühle und Walkmühle.

### Nachbargemeinden
Nachbargemeinden sind (von Norden beginnend im Uhrzeigersinn): Sugenheim, Ipsheim, Markt Erlbach, Trautskirchen, Obernzenn, Illesheim, Burgbernheim, Ergersheim und Markt Nordheim. Außerdem grenzt das gemeindefreie Gebiet Osing an das Gemeindegebiet.
| Markt Nordheim          | Sugenheim                                   | Ipsheim       |
| Ergersheim Burgbernheim | Kompassrose, die auf Nachbargemeinden zeigt | Markt Erlbach |
| Illesheim               | Obernzenn                                   | Trautskirchen |

### Schutzgebiete
Innerhalb des Stadtgebiets von Bad Windsheim gibt es zahlreiche Schutzgebiete von ökologischer Bedeutung. Die FFH-Gebiete Vorderer Steigerwald mit Schwanberg und Gipshügel bei Külsheim und Wüstphül sowie das Vogelschutzgebiet Südlicher Steigerwald liegen im Stadtgebiet. Besonders hervorzuheben ist das Naturschutzgebiet Külsheimer Gipshügel, das als Reliktstandort für Federgrasarten, das Frühlings-Adonisröschen und seltene Tragantarten überregionale Bekanntheit erlangt hat.
Das im Stadtwald von Bad Windsheim gelegene Naturwaldreservat Jachtal ist ebenfalls überregional bekannt. Hier wurden im Rahmen von Untersuchungen bedeutende Urwaldrelikte entdeckt. Darüber hinaus befinden sich innerhalb des Stadtgebiets die geschützten Landschaftsbestandteile Gipsgrube Katzenloch, Weinberg in der Kiliansleiter und Wacholderheiden bei Unterntief. Auch Teile des Naturschutzgebiets Gräfholz und Dachsberge liegen in Bad Windsheim.

## Geschichte

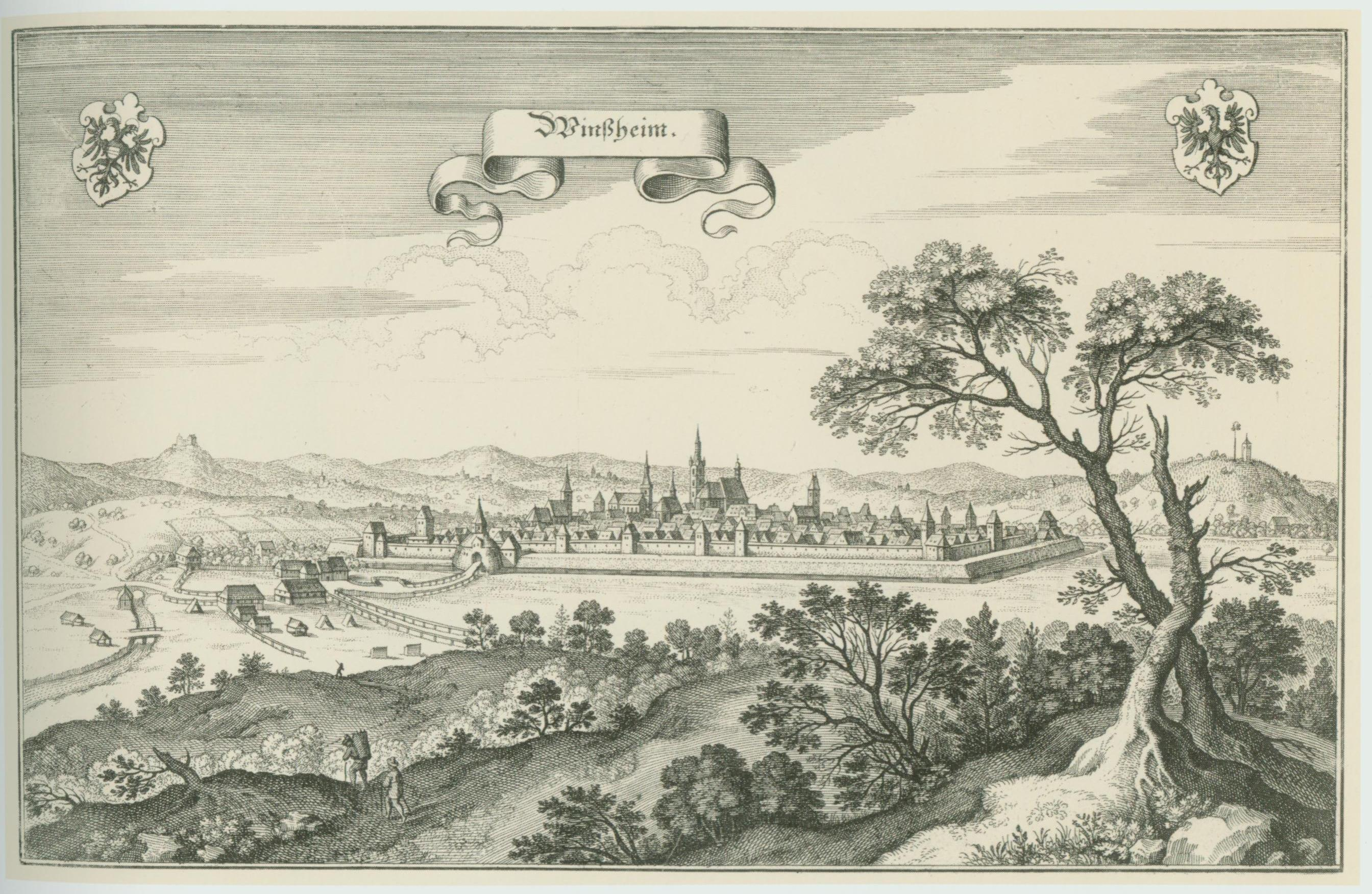
Windsheim im 17. Jahrhundert, Kupferstich M. Merian

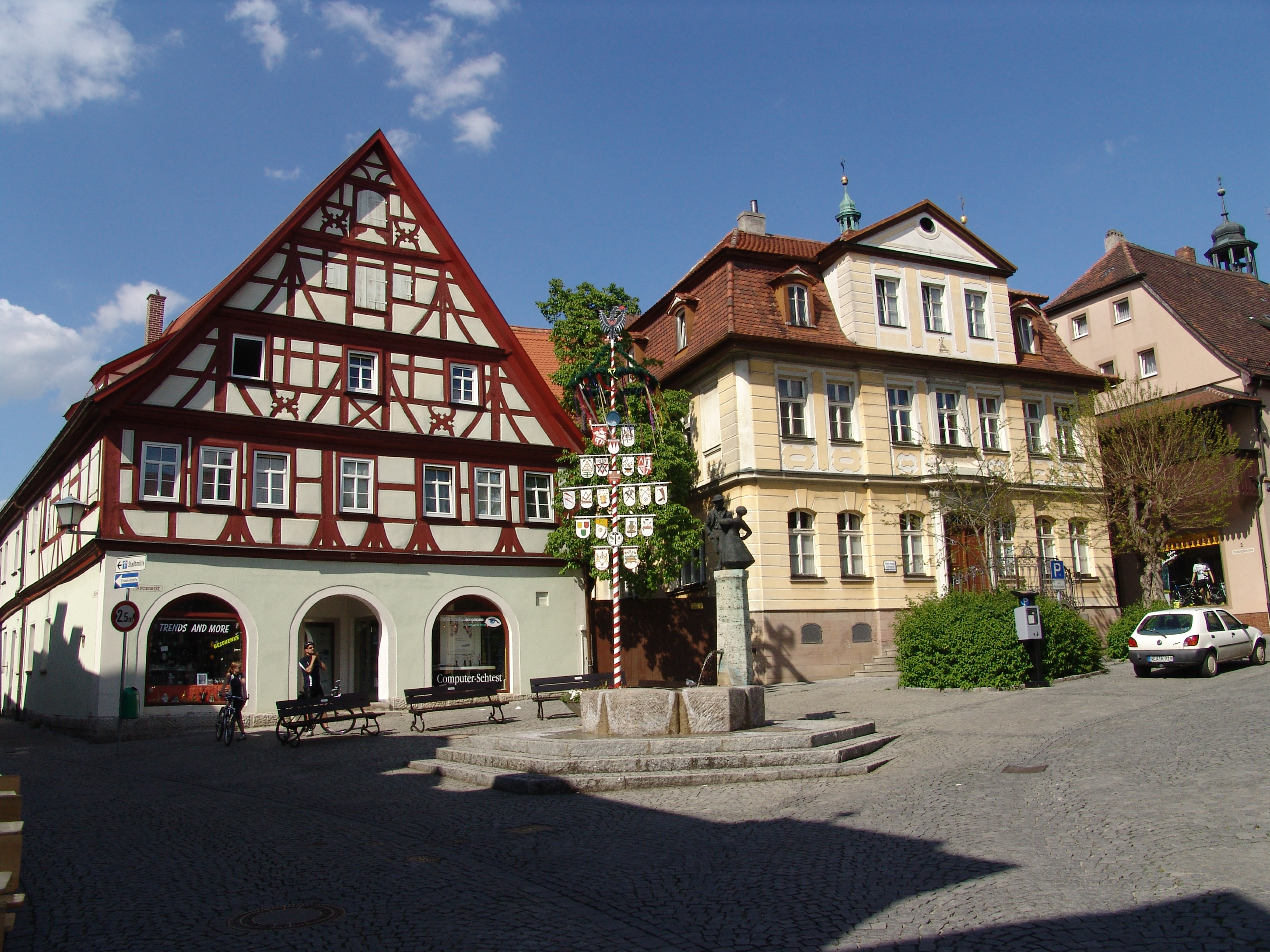
Kornmarkt

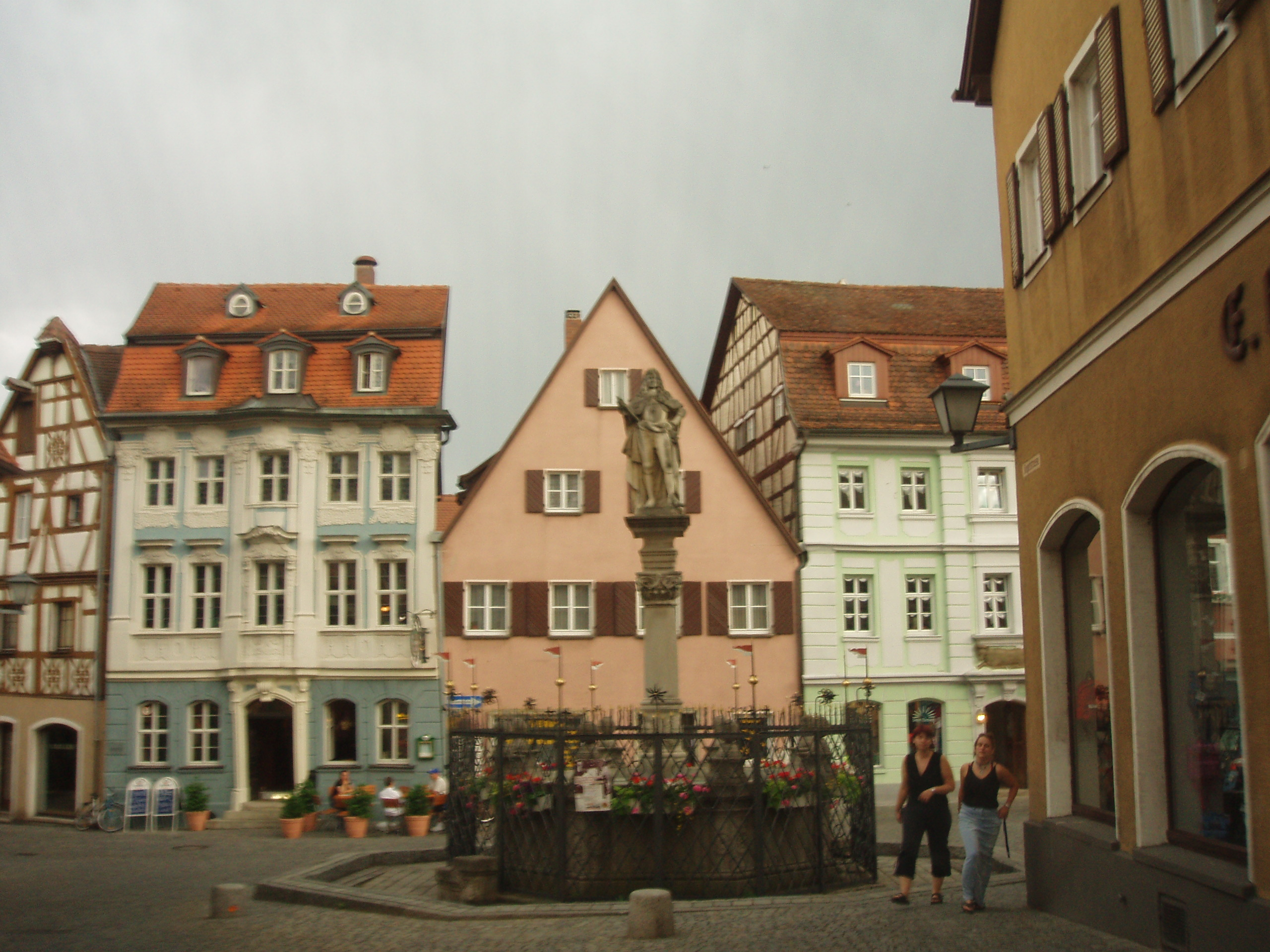
Brunnen und Altstadthäuser

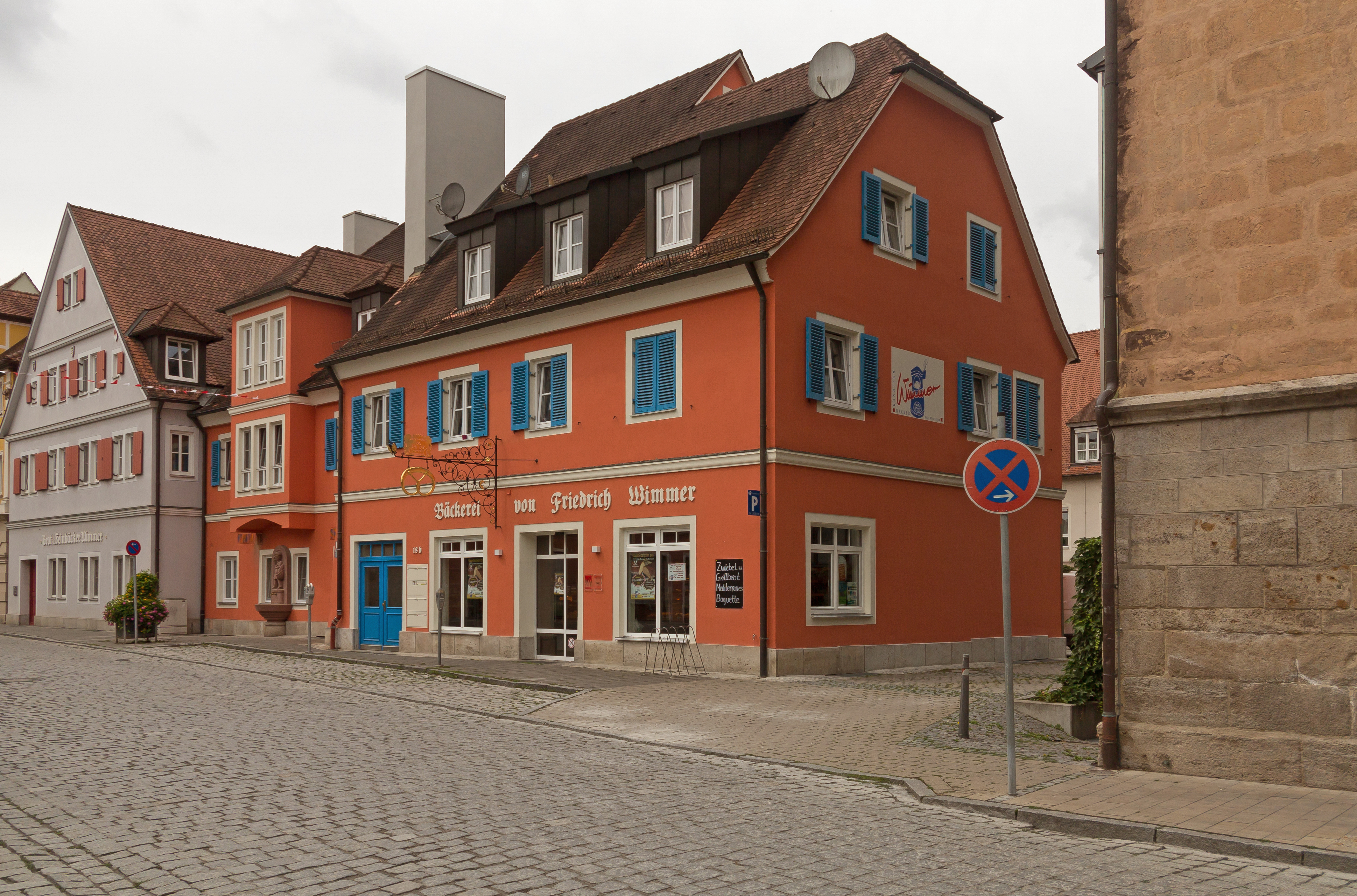
Straßenbild: die Rothenburger Straße

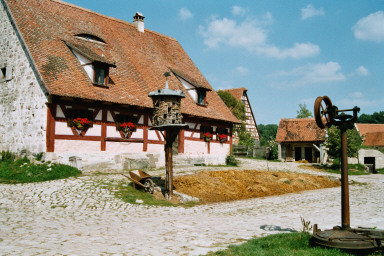
Freilandmuseum

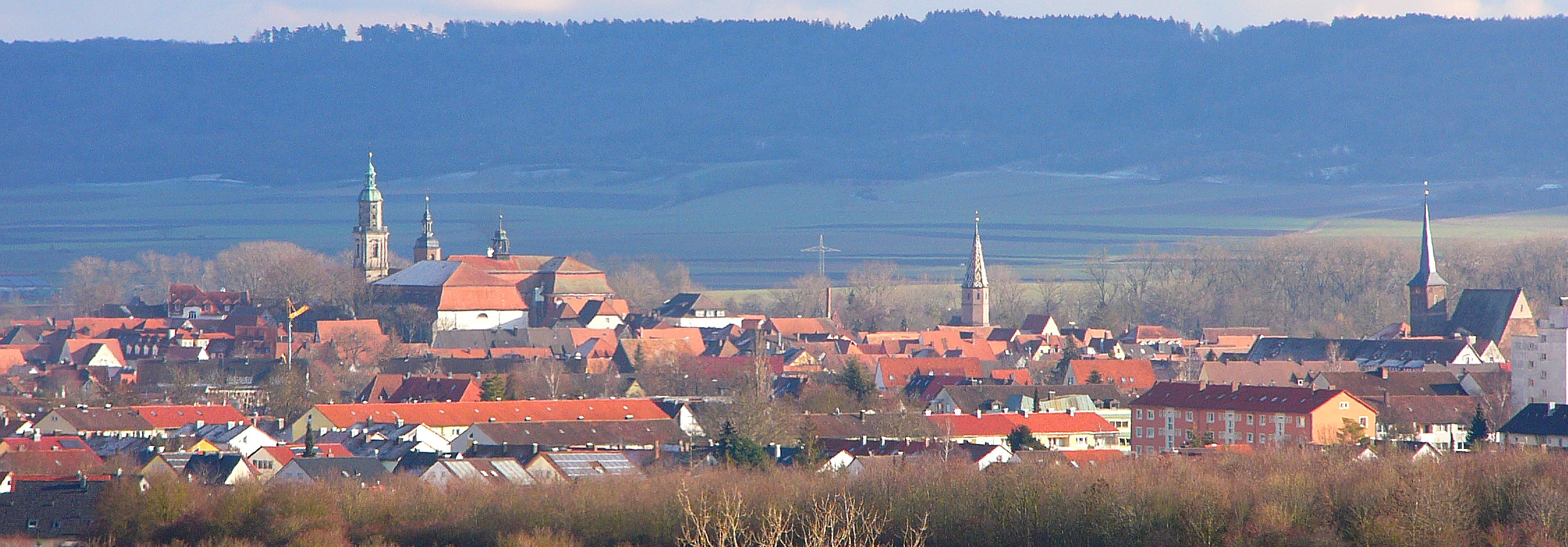
Bad Windsheimer Altstadt vom Weinturm-Plateau aus gesehen

### Bis zum 19. Jahrhundert
Ein erster urkundlicher Hinweis auf eine Ansiedlung (genannt „Uuinedisheim“) stammt aus dem Jahr 741. Das Bestimmungswort ist der Personenname Winid. Die landläufige Ableitung vom Weinbau ist falsch. Aus der Urkunde geht hervor, dass es im Ort eine Kirche gab, die dem Heiligen Martin geweiht war. Anlässlich der Gründung der Diözese Bistum Würzburg schenkte Herzog Karlmann der Domkirche die Windsheimer Martinskirche. Im Original ist diese Urkunde nicht mehr vorhanden, da sie beim Brand des Domes in Würzburg 874 verbrannt ist. Die Wiederholung und Bestätigung durch Kaiser Ludwig den Frommen ist durch die Urkunde von 822 belegt. Darin wurde bestätigt, dass die ehemals königliche Pfarrkirche St. Martin dem Bischof von Würzburg gehörte. Im Jahr 750 soll die Kirche durch Burkard, Würzburgs ersten Bischof, geweiht worden sein.
Im Jahre 889 wurde die Martinskirche das letzte Mal urkundlich erwähnt. Dabei ist auf eine Ur-Siedlung Kleinwindsheim zu schließen. Die jetzige Stadt Windsheim wurde etwas später als zweite Siedlung gegründet. Beide Siedlungen bestanden jahrhundertelang nebeneinander. Die zweite Kirche (erbaut 1190–1216) stand getrennt von der Ursiedlung dort, wo heute die Stadtkirche St. Kilian steht.

#### Reichsstadt Windsheim
Windsheim wurde noch 1234 als Markt (forum) bezeichnet. Im Jahre 1248 wurde es durch Kaiser Friedrich II. zur Reichsstadt ernannt, die dem Kaiser direkt unterstellt war. In der Reichssteuer-Matrikel von 1241 ist Windsheim noch nicht aufgeführt.
Im Jahre 1343 besuchte Ludwig IV. der Bayer Windsheim und bestätigte der Stadt, die ein Jahr später eine enge politische Verbindung mit der Reichsstadt Nürnberg einging, die von seinen Vorgängern gewährten Privilegien; ebenso Kaiser Sigismund im Jahr 1413.
Das Kloster Windsheim war bereits 1291 gestiftet worden. Das Kloster Heilsbronn erwarb 1304 in Windsheim einen Hof, der den Heilsbronner Mönchen als Quartier diente. 1313 gelangte an das Kloster ein an den Hof stoßender Garten durch Tausch. Der jeweilige Pächter betrieb den Hof zugleich als Schankwirtschaft.
Während des Städtekriegs wurde das bereits 1381 einmal niedergebrannte Windsheim von Neustädtern belagert. Im Jahr 1499 erfolgte ein weiterer Zug gegen Windsheim und der Weinturm wurde niedergelegt.
Von 1393 bis 1402 wurde eine Lateinschule gegründet. Der Deutsche Orden wirkte in Windsheim, die Kommende Virnsberg betrieb in der Pastoriusstr. 14 ein Stadthaus der „Teutschherren“. 1509 schuf Tilman Riemenschneider den Zwölfbotenaltar für die Windsheimer Kilianskirche.
Auf dem Rittertag 1512 in Windsheim wurde ein Brief des Pfalzgrafen verlesen, in dem dieser mitteilte, er sei an der Niederwerfung des Konrad Schott nicht beteiligt gewesen. Ab 1500 gehörte Windsheim zum Fränkischen Reichskreis, der dort zahlreiche Kreistage einberief. Seit 1522 wird nach der Weise Luthers in Windsheim gepredigt und schon 1524/25 wurde in der freien Reichsstadt Windsheim und wohl auch im Dekanatsbezirk Windsheim die Reformation eingeführt. Ebenfalls im Jahr 1525 besiegten die Bauernhaufen Florian Geyers und Gregors von Burgbernheim den Markgrafen Kasimir bei Windsheim. Im Jahre 1529 nahmen Vertreter Windsheims am Reichstag zu Speyer teil, die dort zur protestantischen Minderheit (siehe Protestation) gehörten. Wegen der möglichen Konsequenzen war dies, ebenso wie für Weißenburg, ein mutiger und gewagter Schritt für die kleinen Reichsstädte. Im Jahre 1530 trat Windsheim beim Reichstag neben den Reichsstädten Weißenburg, Heilbronn und Kempten dem Augsburger Bekenntnis bei, das Bürgermeister Hagelstein unterzeichnete.
Hexenprozesse wurden auch in Windsheim durchgeführt; so kam es zwischen 1596 und 1597 in der Stadt zur Verbrennung von insgesamt 25 Frauen.
Im Dreißigjährigen Krieg waren 1632 zweimal die Schweden unter Gustav II. Adolf in der Stadt. Nach dem Krieg besuchte 1659 Kaiser Leopold I. die Stadt; außerdem reiste noch im selben Jahr auch Kaiser Joseph I. durch die Stadt. Bei einem Feuer wurde 1730 ein großer Teil der Stadt zerstört.
Vor allem von Windsheim aus hatte der im 17. Jahrhundert aufkommende Pietismus sich auch im Aischgrund verbreitet. Am Anfang dieser Bewegung stand in Windsheim der Pfarrer Johann Heinrich Horb, am Ende zu Beginn des 18. Jahrhunderts der Bürgermeister Tobias Schumberg.
Gegen Ende des 18. Jahrhunderts gab es in Windsheim ca. 570 Anwesen. Das Hochgericht übte die Reichsstadt Windsheim aus. Die einzelnen Anwesen unterstanden unterschiedlichen Grundherren: ca. 568 Anwesen der Reichsstadt Windsheim und zwei dem brandenburg-bayreuthischen Kastenamt Windsheim.

#### Landgericht Windsheim
Im Zuge der Mediatisierung verlor Windsheim 1802 den Status als Reichsstadt und wurde Bayern zugesprochen. Nach einem kurzen preußischen Intermezzo (1804) kam die Stadt 1810 endgültig zum Königreich Bayern.
Im Rahmen des Gemeindeedikts wurde 1811 der Steuerdistrikt Windsheim gebildet, zu dem Kleinwindsheimermühle, Mittelmühle, Neumühle, Obermühle und Walkmühle gehörten. Die 1813 gebildete Munizipalgemeinde war deckungsgleich mit dem Steuerdistrikt. Sie war in Verwaltung und Gerichtsbarkeit dem Landgericht Windsheim zugeordnet und in der Finanzverwaltung dem Rentamt Ipsheim. Mit dem Zweiten Gemeindeedikt (1818) wurde Windsheim zur Stadt mit Magistrat II. Klasse erhoben. Ab 1862 gehörte Windsheim zum Bezirksamt Uffenheim (1939 in Landkreis Uffenheim umbenannt) und ab 1856 zum Rentamt Windsheim (1919 in Finanzamt Windsheim umbenannt, seit 1972 Finanzamt Uffenheim). Die Gerichtsbarkeit blieb beim Landgericht Windsheim (1879 in Amtsgericht Windsheim umbenannt), seit 1973 ist das Amtsgericht Neustadt an der Aisch zuständig. Die Gemeinde hatte 1964 eine Gebietsfläche von 13,312 km².
Die Windsheimer Zeitung wurde 1849 gegründet.

### 20. und 21. Jahrhundert
Die Solequellen in Windsheim wurden erstmals 1752 von Wilhelm Simon Carl Hirsching als „Gesundbrunnen auff dem Kehrenberg“ beschrieben. In den Jahren 1902 und 1907 wurden Solequellen erbohrt, im Jahr 1906 wurde das Kurhaus errichtet. Während des Novemberpogroms 1938 wurde das jüdische Gemeindehaus teilweise zerstört, SS- und SA-Angehörige demolierten Wohnungen und nahmen die Bewohner fest. Sechs jüdische Bürger wurden in das KZ Dachau deportiert. 1942/43 führte der Kaufmann und Mitbegründer der Neustädter Ortsgruppe der NSDAP und SS-Hauptsturmführer Hans Göss (1894–1948) ein Lager der Volksdeutschen Mittelstelle.
Unmittelbar nach Kriegsende richtete die United Nations Relief and Rehabilitation Agency (UNRRA) ein Lager für jüdische Verschleppte und Flüchtlinge ein, in dem Ende 1946 fast 3000 Menschen lebten. Für die Unterbringung wurden zahlreiche Häuser und Wohnungen beschlagnahmt. Windsheim war damit eines der Zentren für die Betreuung jüdischer Displaced Persons in Süddeutschland. Darüber hinaus wurde eine Jeschiwa gegründet und ein Rabbinat eingerichtet. Ende 1949 wurde das Lager aufgelöst.
Am 20. Juni 1961 wurde Windsheim zum Bad ernannt.
Am 1. Juli 1972 wurde der bisherige Landkreis Uffenheim aufgelöst. Bad Windsheim kam zum vergrößerten Landkreis Neustadt an der Aisch, der am 1. Mai 1973 den Namen Landkreis Neustadt an der Aisch-Bad Windsheim erhielt.
1982 wurde das Fränkische Freilandmuseum eröffnet. In den folgenden Jahren wurden weitere Einrichtungen geschaffen, so folgte 1999 das Kur- und Kongress-Center und 2005 mit der Franken-Therme eine Thermalbadelandschaft mit Wellness- und Saunabereich. Die sanierte Spitalkirche wurde 2006 als Museum „Kirche in Franken“ eingeweiht.
2007 erhielt die Stadt den Deutschen Tourismuspreis.
2009 fand im Fränkischen Freilandmuseum Bad Windsheim der 4. Tag der Franken statt, der unter dem Motto Franken in Europa – Europa in Franken stand.
Bad Windsheim wird Ausrichter der Landesgartenschau im Jahr 2027 sein.

### Eingemeindungen
Am 1. Januar 1972 wurden die Gemeinden Oberntief und Wiebelsheim eingegliedert. Am 1. Juli 1972 kamen Berolzheim, Humprechtsau und Rüdisbronn hinzu. Ickelheim folgte am 1. Juli 1976, der Markt Lenkersheim am 1. Juli 1977. Mit der Eingliederung von Külsheim wurde am 1. Mai 1978 die Reihe der Eingemeindungen abgeschlossen.

### Einwohnerentwicklung
Im Zeitraum 1988 bis 2018 stieg die Einwohnerzahl von 11.196 auf 12.382 um 1.186 bzw. um 10,6 %.
Gemeinde (Bad) Windsheim
| Jahr      | 1818   | 1840   | 1852   | 1861   | 1867   | 1871   | 1875   | 1880   | 1885   | 1890   | 1895   | 1900   | 1905   | 1910   | 1919   | 1925   | 1933   | 1939   | 1946   | 1950   | 1961   | 1970   | 1987   | 2005   | 2011   | 2016   |
| --------- | ------ | ------ | ------ | ------ | ------ | ------ | ------ | ------ | ------ | ------ | ------ | ------ | ------ | ------ | ------ | ------ | ------ | ------ | ------ | ------ | ------ | ------ | ------ | ------ | ------ | ------ |
| Einwohner | 2899   | 3178   | 3239   | 3307   | 3284   | 3350   | 3658   | 3726   | 3611   | 3519   | 3472   | 3558   | 3574   | 3654   | 3610   | 3688   | 3900   | 5487   | 7074   | 7821   | 8166   | 9003   | 11195  | 12072  | 11941  | 12379  |
| Häuser    | 548    | 551    |        |        |        | 563    |        |        | 601    | 605    |        | 633    |        |        |        | 659    |        |        |        | 878    | 1199   |        | 2596   |        | 2950   | 3009   |
| Quelle    | [ 36 ] | [ 37 ] | [ 38 ] | [ 39 ] | [ 40 ] | [ 41 ] | [ 42 ] | [ 43 ] | [ 44 ] | [ 45 ] | [ 38 ] | [ 46 ] | [ 38 ] | [ 47 ] | [ 38 ] | [ 48 ] | [ 38 ] | [ 38 ] | [ 38 ] | [ 49 ] | [ 28 ] | [ 50 ] | [ 51 ] | [ 52 ] | [ 52 ] | [ 52 ] |

Ort (Bad) Windsheim
| Jahr      | 1818   | 1840   | 1861   | 1871   | 1885   | 1900   | 1925   | 1950   | 1961   | 1970   | 1987   | 2011  | 2014   |
| --------- | ------ | ------ | ------ | ------ | ------ | ------ | ------ | ------ | ------ | ------ | ------ | ----- | ------ |
| Einwohner | 2873   | 3163   | 3268   | 3307   | 3563   | 3547   | 3673   | 7805   | 8134   | 8992   | 8838   | *9913 | 9898   |
| Häuser    | 544    | 549    |        |        | 593    | 631    | 657    | 876    | 1193   |        | 1958   |       |        |
| Quelle    | [ 36 ] | [ 37 ] | [ 39 ] | [ 41 ] | [ 44 ] | [ 46 ] | [ 48 ] | [ 49 ] | [ 28 ] | [ 50 ] | [ 51 ] |       | [ 53 ] |

## Politik

### Stadtrat
Der Stadtrat besteht aus 24 Mitgliedern. Die Kommunalwahl am 15. März 2020 führte zu folgendem Ergebnis:
| Wahl 2020     | CSU     | FWG     | SPD     | Bündnis 90/Grüne | Liste Land | WiR     | Gesamt   |
| Sitze         | 6       | 5       | 3       | 2                | 3          | 5       | 24 Sitze |
| Stimmenanteil | 26,30 % | 21,22 % | 13,61 % | 8,27 %           | 11,24 %    | 19,37 % | 100 %    |

### Bürgermeister
Bürgermeister ist seit 1. Mai 2020 Jürgen Heckel (WiR). Er wurde am 29. März 2020 in der Stichwahl gegen den bisherigen Amtsinhaber Bernhard Kisch (CSU) mit 56 % der gültigen Stimmen zum Ersten Bürgermeister gewählt. Dieser wiederum war 2014 in einer Stichwahl gewählt worden, nachdem der damalige Bürgermeister Ralf Ledertheil (Bad Windsheimer Bürger, zuvor SPD) im ersten Wahlgang ausgeschieden war. Ledertheils Vorgänger wiederum war bis 2008 Wolfgang Eckardt (FWG).

### Wappen und Flagge
Wappen
| Wappen von Bad Windsheim | Blasonierung: „In Silber ein golden bewehrter schwarzer Adler mit dem goldenen Großbuchstaben W auf der Brust.“ |
| Wappen von Bad Windsheim | Wappenbegründung: Da Windsheim eine Reichsstadt war, erscheint im Wappen der Reichsadler. Seit Beginn des 19. Jahrhunderts erscheint der Großbuchstabe W auf dessen Brust. Später stand der Großbuchstabe in einem kleinen Schild, die Farben waren unsicher. Die Stadt legte die Form und die Farben 1965 fest. (Bad) Windsheim führt seit dem 13. Jahrhundert ein Wappen. |

Flagge
Die Gemeindeflagge ist rot-weiß.

### Städtepartnerschaften
- Saint-Yrieix-la-Perche in der Region Nouvelle-Aquitaine, Frankreich
- Este in Italien, etwa 60 km von Venedig
- Erkelenz, Deutschland

## Kultur und Sehenswürdigkeiten

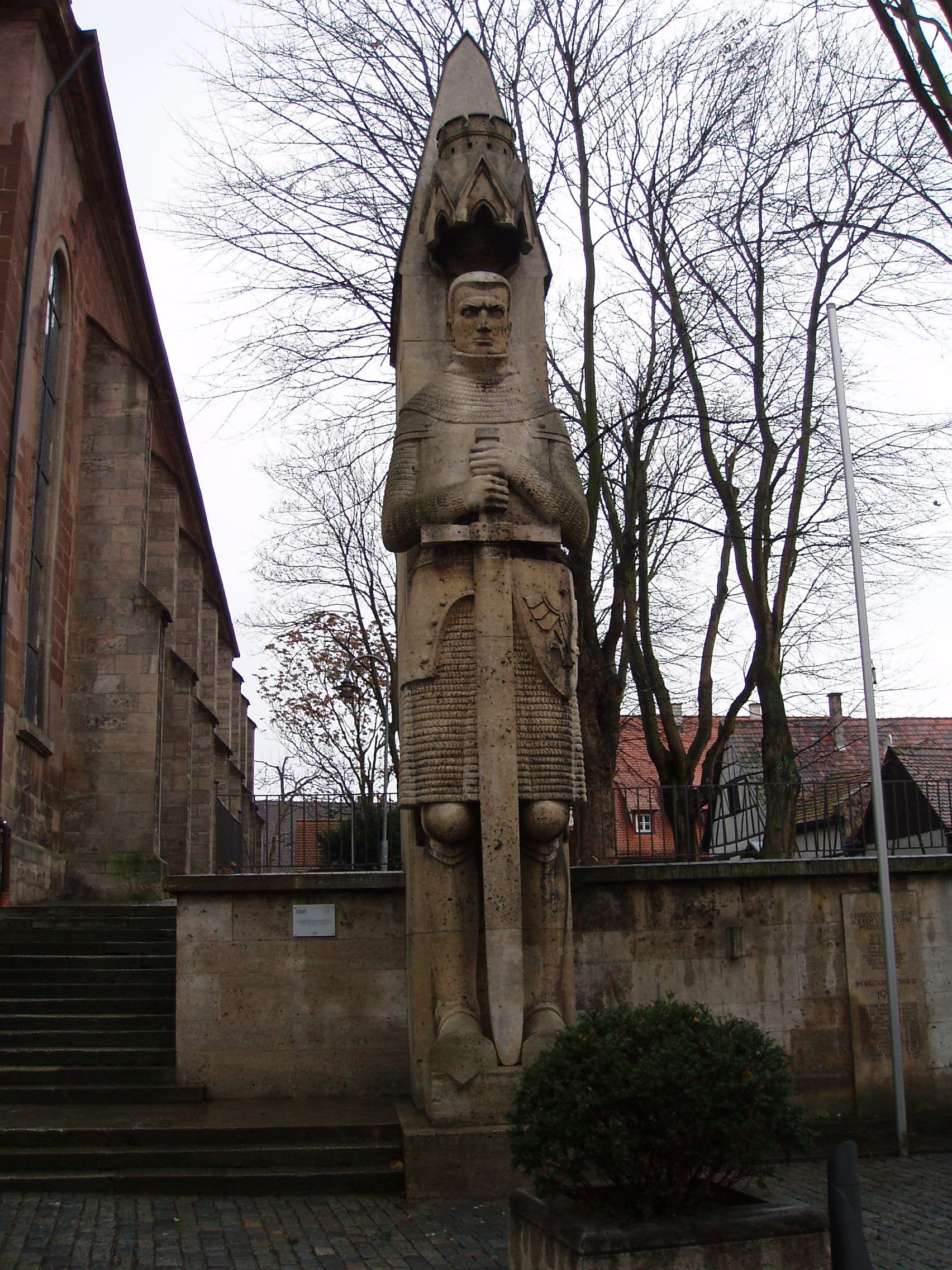
Der „Roland“ als Kriegerdenkmal 1914–18

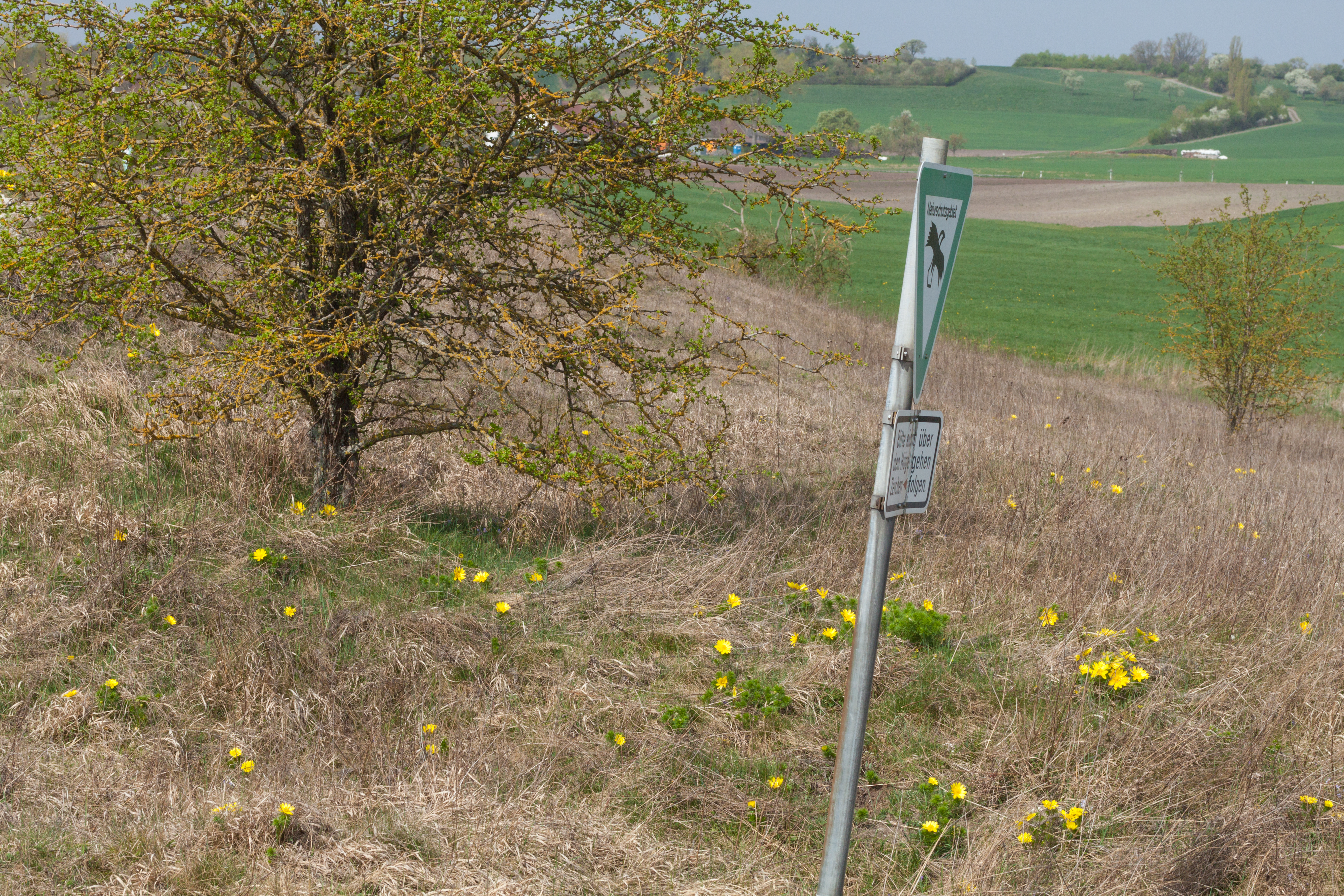
Külsheimer Gipshügel, Naturschutzgebiet und Geotop in Bad Windsheim

### Franken-Therme
- Franken-Therme, umfasst ein Thermal-Sole-Bad, Sauna, Wellness-Bereich und eine Gaststätte; folgende Thermalsolebecken stehen zur Verfügung: ein Hallenbecken mit 1,5 % Sole, 32–34 °C, ein Außenbecken mit 1,5 % Sole, 28–34 °C, ein Hallenbecken mit 4 % Sole, 34–36 °C, ein Hallenbecken mit 12 % Sole, 36 °C und Europas größter, ganzjährig beheizter Salzsee mit der Atmosphäre des Toten Meeres (26,9 % vollgesättigte Sole). Der 750 Quadratmeter große Salzsee der Frankentherme wurde 2007 mit dem Deutschen Tourismuspreis ausgezeichnet.

### Theater
- Freilandtheater Bad Windsheim, Sommertheater seit 2004 mit Profischauspielern und Amateuren, zeigt Juli bis August im Fränkischen Freilandmuseum eigene Produktionen. Jedes Jahr wird an einem anderen Ort im Museum eine Zuschauertribüne aufgebaut und ein Stück in 30 Aufführungen vor bis zu 10.000 Zuschauern gezeigt. Die Veranstaltung wird vom Bezirk Mittelfranken, der Stadt Bad Windsheim und Firmen und Institutionen der Region unterstützt.

### Museen
- Fränkisches Freilandmuseum Bad Windsheim
- Archäologie-Museum im Fränkischen Freilandmuseum Bad Windsheim
- Reichsstadtmuseum im Ochsenhof,[56] reichhaltiges Heimatmuseum mit jährlich wechselnden Sonderausstellungen

### Baudenkmäler
- Rathaus, schlossartiger Barockbau, entstanden 1713 bis 1717, 1730 ausgebrannt, wiedererrichtet bis 1732[57]
- evangelische Stadtkirche St. Kilian, erstmals erwähnt 1289, erbaut vermutlich vor 1216, nach dem Stadtbrand 1730 wieder aufgebaut bis 1733[57]
- St. Maria am See, auch Seekapelle genannt, 1400–1405 erbaut
- Spitalkirche, dem Fränkischen Freilandmuseum Bad Windsheim angegliedert
- alter Bauhof von 1441 bis 1443, großartiges Zimmermannswerk, nach Georg Dehio der „Höhepunkt der spätmittelalterlichen Ständerbauweise“, überspannt eine Fläche von 360 Quadratmeter und ist nach Konrad Bedal eines der „größten und kühnsten Holzbauwerke des Mittelalters“, seit 1989 zum Fränkischen Freilandmuseum gehörend
- Kloster der Augustiner-Eremiten, 1291 gestiftet, 1525 aufgelöst; nur der Chor der Kirche ist erhalten, um 1620 grundlegende Umgestaltung für die 1559 gegründete Stadtbibliothek; Fachwerkturm datiert 1616
- größter denkmalgeschützter Kurpark in Bayern, ca. 30 Hektar groß, Kernstück: eine erstmals um 1730 angelegte Allee
- Roland, 1928 als Kriegerdenkmal für die im Ersten Weltkrieg gefallenen Soldaten aus Bad Windsheim errichtet. Die acht Meter hohe Figur aus Muschelkalksandstein ist mit dem Baldachin Teil einer elf Meter hohen Säule.

### Bodendenkmäler
- Archäologisches Fenster auf dem Marktplatz, Gräberfeld des 8. bis 10. Jahrhunderts, Kellerreste hochrangiger Gebäude des 12. bis 15. Jahrhunderts, Brunnen von 1408

### Sport
Sportvereine sind u. a. der TV 1860 Bad Windsheim (Handball, Volleyball, Turnen, Tennis etc.), die Kgl. Priv. Schützengesellschaft 1393/1463 Bad Windsheim, der FSV Bad Windsheim (Fußball) und der Tennis Club Bad Windsheim.
Fußball: Die Fußballer spielten 2007 in der Bezirksoberliga Mittelfranken.
Handball: Die TV-Handballerr spielen 2022/23 in der Bezirksliga Mittelfranken. Größter Erfolg der Abteilung war 1964 die Nordbayerische Meisterschaft (3. Liga) und der damit verbundene Aufstieg in die Bayernliga (2. Liga). Die Handballabteilung des TV 1860 nimmt mit Männer-, Frauen- und Nachwuchsmannschaften am Spielbetrieb des Bayerischen Handball-Verbandes (BHV) teil.
Volleyball: die Volleyballer seit der Saison 2017/18 in der Bayernliga (Herren) bzw. seit der Saison 2020/21 Landesliga (Damen).
Tennis: Die 1. Herrenmannschaften des Tennis Clubs Bad Windsheim und des TV 1860 Bad Windsheim Tennis spielen in der Bezirksklasse 2.
Schwimmen: Die Schwimmer des SV 77 Bad Windsheim starten seit 1995 zusammen mit dem TuS Feuchtwangen unter dem Namen SG Frankenhöhe. Die Damenmannschaft der SG stieg 2004 in die Bayernliga auf und richtete im Oktober 2005 in Bad Windsheim die Bayernliga-Vorrunde aus.
In Bad Windsheim ist außerdem ein Schachclub vertreten.
Am Kur- und Kongress-Center Bad Windsheim befindet sich ein Hochseilgarten.
Am 16. Dezember 2005 wurde die Franken-Therme mit Europas größtem beheizten Salzsee eröffnet.
Der Asiansportscenter Bad Windsheim bietet eine Vielzahl an asiatischen Sportarten an. 
Unterhalb des Weinturms liegt der Golfplatz des Golfclub Reichsstadt Bad Windsheim e. V.

### Wagnertanzgilde 1560 Spielmanns- und Fanfarenzug Bad Windsheim e.V.
Nach dem Vorbild des mittelalterlichen Tanzes der Windsheimer Wagnergesellen (privilegierte Zunfttänze waren im Mittelalter üblich) schrieb der Windsheimer Zeitungsverleger Heinrich Delp das historische Festspiel "Der historische Wagnertanz". Zur Kirchweih zum Heimatfest 1949 wurde „Der historische Wagnertanz“ zum ersten Mal öffentlich aufgeführt. Aufführungen des "Wagnertanz" finden jährlich am Pfingstsonntag sowie am Kirchweihsonntag auf dem Dr.-Martin-Luther-Platz statt. Der Eintritt ist frei.
Zeitgleich bildete sich der Spielmanns- und Fanfarenzug, deren erste Spielleute bereits an der Uraufführung des "Wagnertanz" mitwirkten. Bis heute ist es Tradition, dass die Spieler des Festspieles durch den Spielmanns- und Fanfarenzug sowohl auf dem Hin-, als auch auf dem Rückweg vom Festspiel musikalisch begleitet werden. Der Spielmanns- und Fanfarenzug bietet heute auf nationaler und internationaler Ebene seine Musik dar und konnte auch schon große Erfolge verzeichnen. Traditionelle Marschmusik sowie moderne Literatur im Spielmannszugsound gehören zu seinem heutigen Repertoire. Neben der Gesamtaufführung des Festspiels „Der historische Wagnertanz“, sind unzählige Auftritte im In- und Ausland üblich geworden. Bei vielen Wettbewerben auf nationaler und internationaler Ebene kann die Truppe schon große Erfolge verzeichnen. Außerdem ist er Mitglied im Landesverband für Spielmannswesen Bayern e. V.
Das Vereinsheim des "Wagnertanzgilde 1560 Spielmanns- und Fanfarenzug Bad Windsheim e. V.", die "Zunfthalle am Ochsenhof" befindet sich heute in einer 1860 erbauten ehemaligen Turnhalle, welche sich direkt neben dem "Ochsenhof", hier ist das "Reichsstadtmuseum im Ochsenhof" beheimatet, befindet.

### Regelmäßige Veranstaltungen
- Bad Windsheimer Weinturmlauf, veranstaltet vom Rotary-Club Uffenheim und vom TV 1860 Bad Windsheim, jedes Jahr am zweiten oder dritten Wochenende im März. Gestartet wird über zwei (Schülerlauf), fünf (Hobbylauf) und zehn Kilometer und im Halbmarathon
- Melody & more, Konzertreihe mit mehreren Konzerten im Jahr; im Jahr 2012 von der Kur-, Kongress- und Touristik-GmbH ins Leben gerufen, um die Konzertreihe Bad Windsheim Classic abzulösen
- Kurkonzerte finden regelmäßig sonntags in der Dr.-Becker-Kiliani-Klinik oder der Frankenlandklinik statt
- Promenadenkonzerte am Seerosenbrunnen im Kurpark finden regelmäßig von April bis Oktober statt.
- Die Stadt Bad Windsheim stellt unter dem Titel Galerie im Rathaus Kunstwerke neuer Künstler aus.
- Weinturm Open Air Bad Windsheim, ehrenamtlich organisiertes Musikfestival, findet seit 1977 alljährlich Anfang August auf dem Weinturmshügel statt
- Altstadtfest Bad Windsheim (komplette Innenstadt abgesperrt, zahlreiche Bands), immer am ersten Wochenende im Juli

## Wirtschaft und Infrastruktur

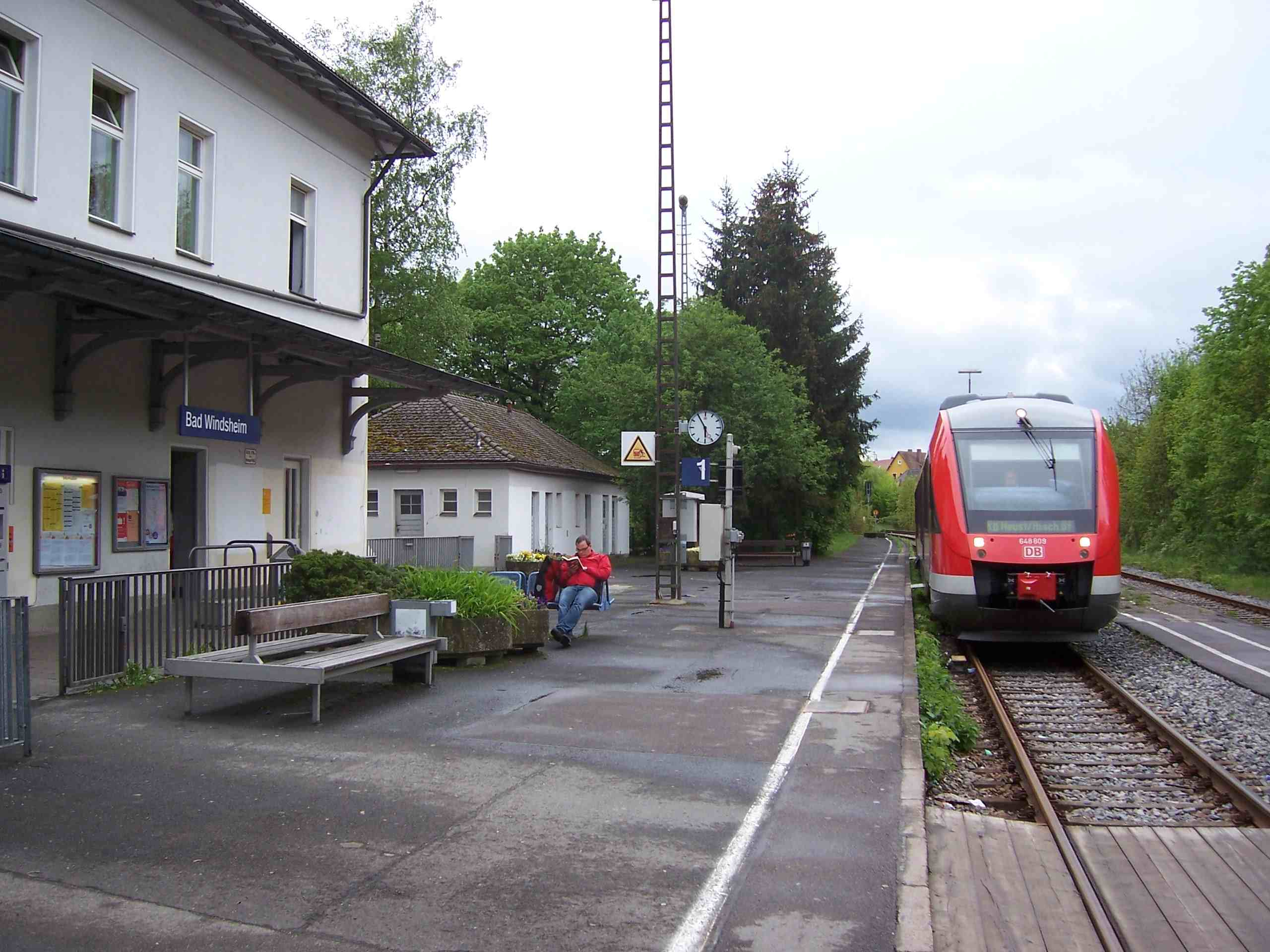
Bahnhof Bad Windsheim

### Verkehr
- Bad Windsheim wird südlich von der Bundesstraße 470 tangiert, die über Lenkersheim nach Ipsheim (5,7 km nordöstlich) bzw. an Illesheim und Steinach a.d.Ens vorbei zur Anschlussstelle 107 der Bundesautobahn 7 (13,3 km südwestlich) führt. Die Staatsstraße 2252 zweigt von der B 470 ab und verläuft über Wiebelsheim nach Ergersheim (5,2 km nordwestlich). Die Staatsstraße 2253 verläuft nach Berolzheim (5,6 km nördlich) bzw. die B 470 kreuzend nach Ickelheim (2,1 km südlich). Die Kreisstraße NEA 40 verläuft nach Oberntief (3,9 km nordwestlich). Eine Gemeindeverbindungsstraße verläuft nach Külsheim (1 km nördlich).[4]
- Am Bahnhof Bad Windsheim besteht eine Zustiegsmöglichkeit zur Nebenbahn Neustadt (Aisch)–Steinach bei Rothenburg, die in Neustadt an der Aisch an die Bahnstrecke Fürth–Würzburg und in Steinach bei Rothenburg an die Bahnstrecke Treuchtlingen–Würzburg angeschlossen ist.
- Für Luftfahrzeuge aller Art bis zu einem Höchstabfluggewicht (MTOW) von 2000 kg steht der Sonderlandeplatz Flugplatz Bad Windsheim zur Verfügung.
- In Bad Windsheim enden die Fernwanderwege Kelten-Erlebnisweg und Aurach-Weg.

### Dienstleistung
Die Stadt ist der Sitz der Zentralverwaltung des Auto- und Reiseclubs Deutschland e. V. Bad Windsheim verfügt über ein Kur- und Kongress-Zentrum, das von der Kur-, Kongress- und Touristik-GmbH betrieben wird.
An den Standorten Bad Windsheim und Neustadt an der Aisch betreibt das Kommunalunternehmen Kliniken des Landkreises Neustadt a. d. Aisch - Bad Windsheim jeweils ein Krankenhaus mit Medizinischem Versorgungszentrum. Die Klinik in Bad Windsheim ging aus der 1971 entstandenen Stiftsklinik Augustinum in der Erkenbrechtallee 45 hervor.

### Ansässige Unternehmen
- Brauhaus Döbler, Brauerei
- Heunisch-Guss: Produktion von Gussteilen aus Grauguss, Sphäroguss, Vermicularguss und AL-Kokillenguss für alle Industriezweige, sowie Modellbau, Formenbau und Gussbearbeitung. Das Unternehmen hat 586 Mitarbeiter in Bad Windsheim.
- Delp Druck + Medien GmbH, Geschäftsführer: Johann H. Delp (Kegetstraße 11).[66]
- Windsheimer Zeitung, herausgegeben von Johann Delp und Bruno Schnell (Kegetstraße 11).[67]

### Bildung
Bad Windsheim hat eine staatliche Wirtschaftsschule, drei Grundschulen, darunter die Freie Aktive Gollachschule (bis 2009), eine Mittelschule, zwei Förderzentren, eine Berufsschule und ein Gymnasium.
- Hermann-Delp-Schule: Grundschule (Breslauer Ring 6)
- Pastorius-Schule: Grundschule (Friedensweg 8A)
- Staatliches Berufliches Schulzentrum mit Berufsschule (Am Dicken Turm 7) und 'Wirtschaftsschule (Galgenbuckweg 3)

## Persönlichkeiten

### Söhne und Töchter der Stadt
- Veit Winsheim (1501–1570), Rhetoriker, Philologe, Mediziner und Gräzist
- Wilhelm Upilio (auch Opilio oder Scheffer[lein]; unbekannt–1594), Arzt, fürstbischöflicher Leibarzt und erster Professor für Medizin am Juliusspital
- Georg Österreicher (1563–1621), Kantor, Komponist, Pädagoge
- Georg Brenck der Ältere (um 1565–1635), Schreiner und Holzschnitzer
- Sebastian Kurtz (1576–1659), Rechenmeister in Nürnberg
- Kaspar Chemlin (1577–1643), Buchdrucker[68]
- Georg Brenck der Jüngere (1593–1639), Schreiner und Holzschnitzer
- Johann Brenck (1604–1674), Schreiner und Holzschnitzer
- Hans Georg Brenck (1632–1697), Holzschnitzer und Bildhauer
- Johann Georg Hasenest (1688–1771), Mediziner, Stadtphysicus und Leibarzt am Hof in Ansbach
- Albert Daniel Mercklein (1694–1752), lutherischer Pfarrer, Mathematiker und Physiker
- Georg Wilhelm Steller (1709–1746), Arzt und Forschungsreisender in Sibirien und auf Kamtschatka, 1741 als Begleiter von Vitus Bering erster Naturforscher in Alaska, in Tjumen/Sibirien gestorben
- Johann Christoph Döderlein (1745–1792), Theologe
- Johann Joachim Petz (1768–1826), Mediziner, der bereits sehr früh Impfmaßnahmen gegen Pocken einsetzte
- Georg Wilhelm von Goes (1789–1849), Staatsrat in Württemberg
- Oskar Brenner (1854–1920), Germanist und Lehrstuhlinhaber an der Universität Würzburg
- Anton Seitz (1869–1951), römisch-katholischer Theologe und Hochschullehrer
- Karl Bitterauf (1874–1940), Altphilologe, Naturwissenschaftshistoriker und Gymnasiallehrer
- Hans Schmotzer (1883–1962), Unternehmer und Bürgermeister
- Wolfgang Fiesenig (1889–unbekannt), Landrat
- Fritz Mayer (1889–1964), Architekt und Fachschullehrer
- Otto Strasser (1897–1974), nationalsozialistischer Politiker
- Ernst Rabenstein (1903–1981), Politiker, Mitglied des Bayerischen Landtages
- Rudolf A. Hartmann, eigentlich Rudolf Gniffke (1937–2006), Opernsänger
- Erich Mühe (1938–2005), Chirurg, Begründer der mikroinvasiven Chirurgie 1985
- Hermann Ströbel (1941–2008), Pädagoge, Gymnasialdirektor und Staatssekretär im Thüringer Kultusministerium
- Gerhard Rechter (1951–2012), Historiker und Archivar
- Uschi Unsinn (1967–2022), LGBT-Aktivistin und Polit-Dragqueen

### Persönlichkeiten, die vor Ort wirkten
- Hieronymus Fabritius (1567–1632), Arzt (Stadtphysikus) in Windsheim und ab 1612 in Neustadt an der Aisch
- Franz Daniel Pastorius (1651–1719), Jurist und Schriftsteller. Er gilt als Begründer der ersten deutschen Siedlung Germantown in Nordamerika.
- Albert Brosch (1886–1970), Volksliedsammler.
- Konrad Bedal (* 1944), Bauhistoriker und Kunsthistoriker, leitete von 1977 bis 2010 das Freilandmuseum Bad Windsheim.
- Johannes Gottfried Mayer (1953–2019), Medizinhistoriker und Literaturwissenschaftler, lebte in Bad Windsheim und Würzburg.
- Herbert May (* 1958), Historiker, Hausforscher und Denkmalpfleger, leitete von 2010 bis 2025 das Freilandmuseum Bad Windsheim.
- Karin Falkenberg (* 1969), Medien- und Wirtschaftshistorikerin, leitet seit 2025 das Freilandmuseum Bad Windsheim.